# Zagné
Zagné  è una città e sottoprefettura della Costa d'Avorio appartenente al dipartimento di Taï. Conta una popolazione di 71 020 abitanti (censimento 2014).